# Geleitzug UGS 38
Der Geleitzug UGS 38 war ein alliierter Geleitzug der UG-Geleitzugserie zwischen den Vereinigten Staaten und dem Mittelmeerraum im Zweiten Weltkrieg. Er fuhr am 3. April 1944 an der US-amerikanischen Ostküste, in Hampton Roads ab und traf am 28. April in Port Said, an der ägyptischen Mittelmeerküste ein. Die Alliierten verloren durch deutsche Flugzeuge zwei Frachtschiffe mit 15.077 BRT und den US-Zerstörer Lansdale. Mehr als 650 Menschen verloren ihr Leben.

## Zusammensetzung und Sicherung

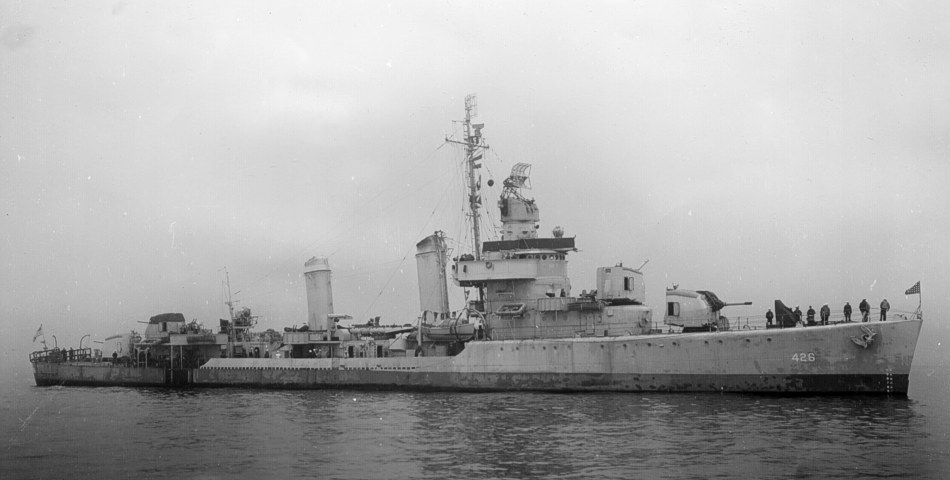
US-Geleitzerstörer Lansdale

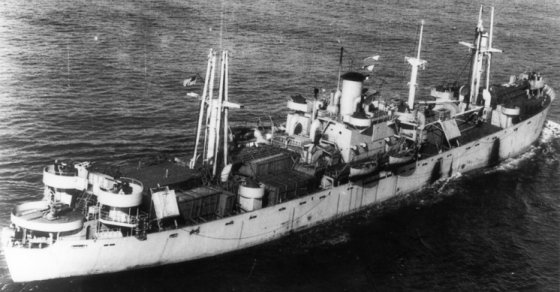
Frachter Paul Hamilton

Der Geleitzug UGS 38 setzte sich aus 87 Frachtschiffen zusammen. Am 3. April 1944 verließen sie Hampton Roads (Lage) in Richtung Port Said (Lage). Beim Auslaufen, während der Überfahrt über den Nordatlantik und beim Einlaufen in das Mittelmeer sicherten US-amerikanische Zerstörer der Taskforce 66 den Konvoi. Am 19. April, als der Geleitzug die Straße von Gibraltar passierte, bestand die Sicherung aus den USCG-Kuttern Taney, Duane, den US-Geleitzerstörern Joseph E. Campbell, Laning, Fechteler, Fiske, Mosley, Pride, Falgout, Lansdale, Lowe, Menges, Newell, Chase und Fessenden, dem niederländischen Flakkreuzer Heemskerck  und den US-Minensuchern Speed und Sustain.
| Name                 | Flagge                 | Vermessung in BRT | Verbleib                                    |
| -------------------- | ---------------------- | ----------------- | ------------------------------------------- |
| Alexander J Dallas   | Vereinigte Staaten     | 7.180             |                                             |
| Andrew T Huntington  | Vereinigte Staaten     | 7.176             |                                             |
| Arthur M Huddell     | Vereinigte Staaten     | 7.240             |                                             |
| Athelchief           | Vereinigtes Königreich | 10.000            |                                             |
| Belgian Sailor       | Belgien                | 7.028             |                                             |
| Betty Zane           | Vereinigte Staaten     | 7.177             |                                             |
| British Power        | Vereinigtes Königreich | 8.451             |                                             |
| Button Gwinnett      | Vereinigte Staaten     | 7.176             |                                             |
| Campidoglio          | Italien                | 3.702             |                                             |
| Cardinal Gibbons     | Vereinigte Staaten     | 7.191             |                                             |
| Carrillo             | Vereinigte Staaten     | 4.593             |                                             |
| Cartago              | Vereinigte Staaten     | 4.732             |                                             |
| Coulgorm             | Vereinigtes Königreich | 6.997             |                                             |
| Crackshot            | Vereinigtes Königreich | 2.379             |                                             |
| David Bushnell       | Vereinigte Staaten     | 7.181             |                                             |
| Dorothy Luckenbach   | Vereinigte Staaten     | 6.370             |                                             |
| Empire Archer        | Vereinigtes Königreich | 7.031             |                                             |
| Empire Cavalier      | Vereinigtes Königreich | 9.891             |                                             |
| Empire Grebe         | Vereinigtes Königreich | 5.736             |                                             |
| Empire Reynolds      | Vereinigtes Königreich | 8.128             |                                             |
| Empire Sceptre       | Vereinigtes Königreich | 7359              |                                             |
| Eridan               | Frankreich             | 9.928             |                                             |
| Esso Baltimore       | Vereinigte Staaten     | 7.940             |                                             |
| Ethan Allen          | Vereinigte Staaten     | 7.176             |                                             |
| Fitzhugh Lee         | Vereinigte Staaten     | 7.176             |                                             |
| Fomalhaut            | Frankreich             | 5.795             |                                             |
| Fort Frobisher       | Vereinigtes Königreich | 7.134             |                                             |
| Fort Grahame         | Vereinigtes Königreich | 7.133             |                                             |
| Fort La Prairie      | Vereinigtes Königreich | 7.138             |                                             |
| Fort Moose           | Vereinigtes Königreich | 7.130             |                                             |
| G S Walden           | Vereinigtes Königreich | 10.627            |                                             |
| George Chamberlain   | Vereinigte Staaten     | 7.176             |                                             |
| George Davis         | Vereinigte Staaten     | 7.177             |                                             |
| George G Meade       | Vereinigte Staaten     | 7.176             |                                             |
| George Shiras        | Vereinigte Staaten     | 7.200             |                                             |
| Greenville M Dogde   | Vereinigte Staaten     | 7.194             |                                             |
| Gulfcoast            | Vereinigte Staaten     | 7.140             |                                             |
| Henry Groves Connor  | Vereinigte Staaten     | 7.176             |                                             |
| Housatonic           | Vereinigte Staaten     | 10.097            |                                             |
| Israel Putnam        | Vereinigte Staaten     | 7.176             |                                             |
| James Gordon Bennett | Vereinigte Staaten     | 7.176             |                                             |
| James Hoban          | Vereinigte Staaten     | 7.176             |                                             |
| James Hill           | Vereinigte Staaten     | 7.181             |                                             |
| James J Maguire      | Vereinigtes Königreich | 10.525            |                                             |
| James Moore          | Vereinigte Staaten     | 7.177             |                                             |
| Jan Lievens          | Niederlande            | 7.178             |                                             |
| Jeremiah S Black     | Vereinigte Staaten     | 7.176             |                                             |
| John B Hood          | Vereinigte Staaten     | 7.196             |                                             |
| John Barton Payne    | Vereinigte Staaten     | 7.176             |                                             |
| John Gorrie          | Vereinigte Staaten     | 7.176             |                                             |
| John Harvard         | Vereinigte Staaten     | 7.176             |                                             |
| John Lawson          | Vereinigte Staaten     | 7.176             |                                             |
| John M Morehead      | Vereinigte Staaten     | 7.176             |                                             |
| John Mason           | Vereinigte Staaten     | 7.176             |                                             |
| John M Maffitt       | Vereinigte Staaten     | 7.176             |                                             |
| John Sedgwick        | Vereinigte Staaten     | 7.176             |                                             |
| John Sergeant        | Vereinigte Staaten     | 7.191             |                                             |
| Joseph Gale          | Vereinigte Staaten     | 7.176             |                                             |
| Josiah Bartlett      | Vereinigte Staaten     | 7.176             |                                             |
| Justin S Morill      | Vereinigte Staaten     | 7.194             |                                             |
| King S Woolsey       | Vereinigte Staaten     | 7.176             |                                             |
| Leslie M Shaw        | Vereinigte Staaten     | 7.181             |                                             |
| Limousin             | Frankreich             | 7.619             |                                             |
| Louisa M Alcott      | Vereinigte Staaten     | 7.176             |                                             |
| Luther Martin        | Vereinigte Staaten     | 7.191             |                                             |
| Marshall Elliott     | Vereinigte Staaten     | 7.177             |                                             |
| Merrimack            | Vereinigte Staaten     | 10.221            |                                             |
| Moses Austin         | Vereinigte Staaten     | 7.244             |                                             |
| Ocean Valentine      | Vereinigtes Königreich | 7.174             |                                             |
| Ocean Vanity         | Vereinigtes Königreich | 7.174             |                                             |
| Pain Wingate         | Vereinigte Staaten     | 7.176             |                                             |
| Pain Maine           | Vereinigte Staaten     | 7.237             |                                             |
| Paul Hamilton        | Vereinigte Staaten     | 7.176             | am 20. April von Flugzeugen versenkt (Lage) |
| Polarsol             | Norwegen               | 10.022            |                                             |
| Richard Bassett      | Vereinigte Staaten     | 7.191             |                                             |
| Robert Battey        | Vereinigte Staaten     | 7.201             |                                             |
| Robert Ellis Lewis   | Vereinigte Staaten     | 7.210             |                                             |
| Robert Newell        | Vereinigte Staaten     | 7.176             |                                             |
| Royal Star           | Vereinigtes Königreich | 7.900             | am 20. April von Flugzeugen versenkt (Lage) |
| Salt Creek           | Vereinigte Staaten     | 1.127             |                                             |
| Samaffric            | Vereinigtes Königreich | 7.210             |                                             |
| Samboston            | Vereinigtes Königreich | 7.219             |                                             |
| Sambre II            | Vereinigtes Königreich | 7.219             |                                             |
| Sambrian             | Vereinigtes Königreich | 7.219             |                                             |
| Samgaudie            | Vereinigtes Königreich | 7.210             |                                             |
| Samhorn              | Vereinigtes Königreich | 7.253             |                                             |
| Samite               | Vereinigtes Königreich | 7.219             | am 20. April von Flugzeugen beschädigt      |
| Samnethy             | Vereinigtes Königreich | 7.210             |                                             |
| Sampler              | Vereinigtes Königreich | 7.219             |                                             |
| Samthar              | Vereinigtes Königreich | 7.219             |                                             |
| Samtucky             | Vereinigtes Königreich | 7.219             |                                             |
| Samuel Adams         | Vereinigte Staaten     | 7.176             |                                             |
| Samuel Gorton        | Vereinigte Staaten     | 7.176             |                                             |
| Samuel Livermoore    | Vereinigte Staaten     | 7.176             |                                             |
| Samwye               | Vereinigtes Königreich | 7.219             |                                             |
| Stephen F Austin     | Vereinigte Staaten     | 7.176             | am 20. April von Flugzeugen beschädigt      |
| Stephen W Gambrill   | Vereinigte Staaten     | 7.210             |                                             |
| Tabitha Brown        | Vereinigte Staaten     | 7.176             |                                             |
| Tristram Dalton      | Vereinigte Staaten     | 7191              |                                             |
| U.S.O.               | Vereinigte Staaten     | 7.176             |                                             |
| Viggo Hansteen       | Norwegen               | 7.176             |                                             |
| Walter Reed          | Vereinigte Staaten     | 7.176             |                                             |
| William Floyd        | Vereinigte Staaten     | 7.176             |                                             |
| William S Young      | Vereinigte Staaten     | 7.176             |                                             |
| Willie Jones         | Vereinigte Staaten     | 7.177             |                                             |

## Verlauf
Nach der problemlos verlaufenden Atlantiküberquerung fuhr der Konvoi am 19. April 1944 in die Straße von Gibraltar ein. Im Mittelmeer führte seine Route weiter entlang der nordalgerischen Küste in Richtung Osten. Nachdem der Geleitzug am 20. April durch das deutsche U-Boot U 969 gesichtet und erfolglos angegriffen wurde, war seine Position den Deutschen bekannt. Am Abend des 20. April machten sich rund 60 Junkers Ju 88A-17 Torpedobomber der III. Gruppe des Kampfgeschwaders 26 und der I. und III. Gruppe des Kampfgeschwaders 77 auf den Weg, um den Konvoi abzufangen. Während das KG 26 von Montpellier (Lage) aus eine Anflugstrecke von ungefähr 730 Kilometern über Wasser zurücklegen musste, flog das KG 77, von Orange (Lage) kommend, rund 770 Kilometer beim Anflug.

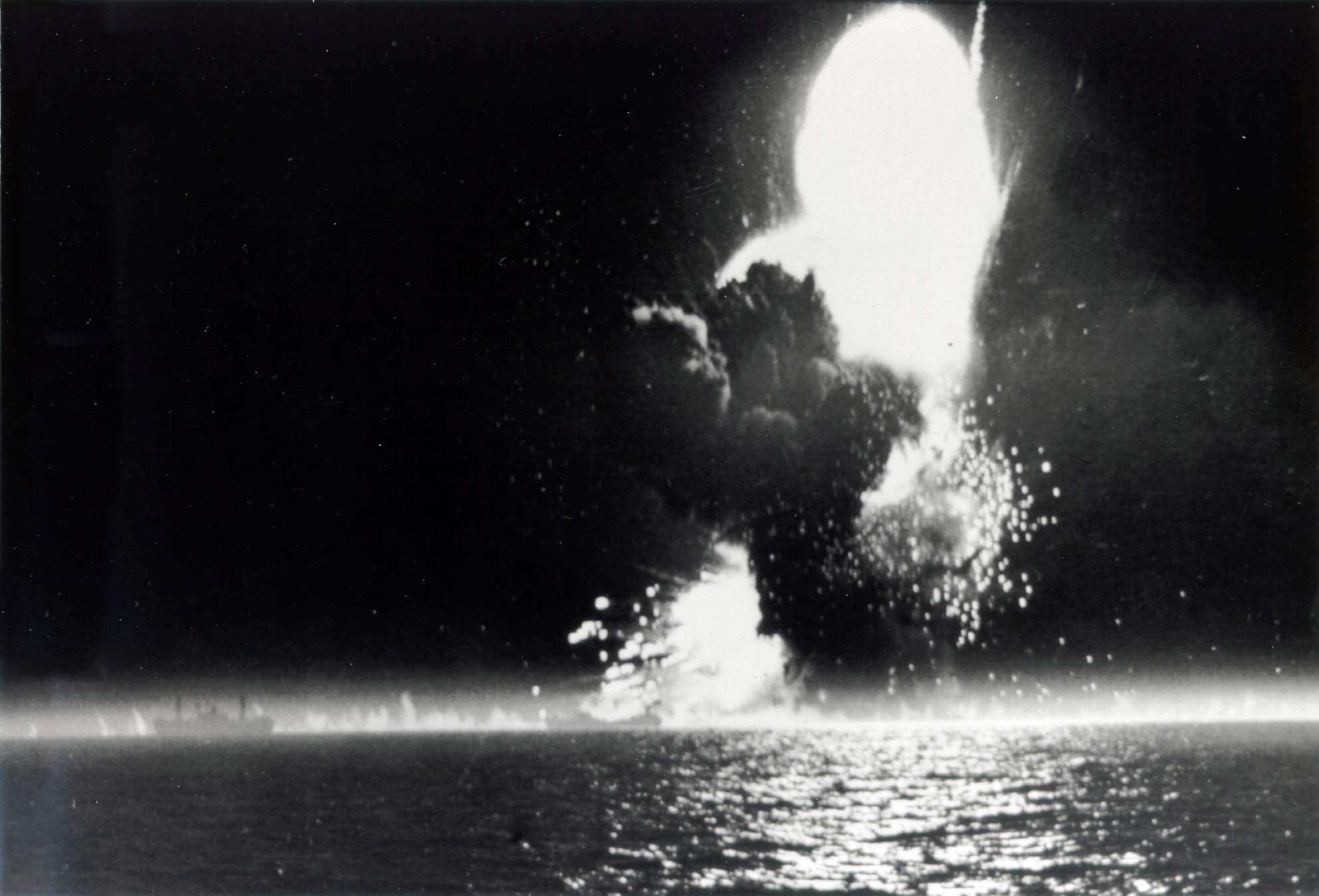
Die Explosion auf der Paul Hamilton

Während des Angriffs wurde der US-Zerstörer Lansdale um 21.06 Uhr durch einen Torpedo auf der Steuerbordseite getroffen und bekam starke Schlagseite. Nachdem bis 21.20 Uhr die Schlagseite immer stärker wurde, beschloss der Kommandant Lieutenant Commander M. Swift, die Lansdale zu evakuieren. Um 21.35 Uhr brach das Schiff in zwei Teile. Während die Hecksektion sofort versank, hielt sich die Bugsektion noch 20 Minuten länger über Wasser, ehe sie ebenfalls unterging. Die Überlebenden wurden von den Geleitzerstörern gerettet, unter ihnen der Kommandant des Schiffes. 74 Besatzungsmitglieder kamen bei dem Untergang der Lansdale ums Leben.
Des Weiteren traf jeweils ein Torpedo die Frachtschiffe Royal Star und Paul Hamilton. Während die Royal Star unter Verlust eines Besatzungsmitglieds unterging, kam es auf der Paul Hamilton zu einer folgenschweren Explosion. An Bord befanden sich, zusätzlich zur Besatzung, 504 Soldaten des 831st Bombardment Squadron und der 32nd Photo Reconnaissance Squadron der Royal Air Force. Außerdem hatte sie noch etwa 1600 t Munition und Bomben geladen. Nach dem Torpedotreffer explodierte das Schiff mit einer 400 Meter hohen Stichflamme und Trümmer wurden zwei Kilometer weit geschleudert. Dabei wurden alle 580 Menschen an Bord getötet.
Die Frachter Samite und Stephen Austin konnten trotz Torpedotreffern und Beschädigung ihre Fahrt fortsetzen und erreichten zusammen mit den anderen Schiffen am 23. April Port Said.